# Minicuccio Ugolini
Domenico De Amicis, detto Minicuccio d'Ugolino, Minicuccio Ugolini, Minicuccio dell'Aquila o Menegazzo dall'Aquila (Preturo, fine XIV secolo – 1440 circa), è stato un nobile e condottiero italiano, conte di Montorio e viceré degli Abruzzi.

## Biografia
Nato a Preturo sul finire del XIV secolo da Ugolino De Amicis (da cui gli appellativi di "Minicuccio d'Ugolino" e "Minicuccio Ugolini", in quanto figlio di questi), nativo di Corbara, iniziò la carriera militare nella Compagnia di San Giorgio di Alberico da Barbiano.
Nel 1408 entrò a Bologna in soccorso di Giacomo Isolani; vi rientrò anche tre anni dopo, nel 1412, per restaurarvi l'autorità dell'antipapa Giovanni XXIII.
Nel 1424 prese parte alla guerra dell'Aquila sotto Jacopo Caldora, distinguendosi nell'arginare le offensive di Niccolò Piccinino, di Brandolino Conte Brandolini e del Gattamelata.
Dal 1430 al 1434 insieme a Niccolò Fortebraccio e Michele Attendolo assediò nelle Marche e nel Lazio Giovanni Malavolti, Giacomo di Vico e Carlo II Malatesta.
Passò poi al soldo della Repubblica di Venezia per un anno di ferma ed uno di rispetto. Decise però di non rispettare gli incarichi, preferendo militare in Puglia sotto Jacopo Caldora contro gli Aragonesi di Alfonso V d'Aragona. Disfatto in tutta la provincia, fu costretto a passare al servizio di questi ultimi, ritrovandosi sotto la guida di Giovanni Antonio Orsini del Balzo e contrastando Antonio Caldora in Terra d'Otranto.
Prese parte nel 1435 alla battaglia navale di Ponza, dove fu catturato e condotto prigioniero a Genova. Liberato grazie a Filippo Maria Visconti, si ricongiunse con gli Aragonesi e fronteggiò i nemici tra Gaeta e Capua.
Nei periodi successivi con Riccio da Montechiaro si scontrò a Pescara e a Chieti con Giovanni Maria Vitelleschi, Raimondo Caldora e Lionello Accrocciamuro, riuscendo a catturare quest'ultimo. Per i loro successi, nel settembre del 1436 i due condottieri ottennero la carica di viceré degli Abruzzi.
Nel 1438, su accusa di Giovanni Antonio Orsini del Balzo, fu imprigionato a Gaeta, venendo poi trasferito l'anno seguente a Pantelleria.
Si stima che Minicuccio Ugolini sia morto intorno al 1440.

## Ascendenza
|                    |   |   | Genitori |  |  | Nonni            |  |  | Bisnonni       |  |
|                    |   |   |          |  |  | Pietro De Amicis |  |  | Mico De Amicis |  |
|                    |   |   |          |  |  | Pietro De Amicis |  |  | Mico De Amicis |  |
|                    |   | ? |          |  |  | Pietro De Amicis |  |  |                |  |
| Ugolino De Amicis  |   |   |          |  |  | Pietro De Amicis |  |  |                |  |
|                    |   | ? | ?        |  |  |                  |  |  |                |  |
|                    |   | ? | ?        |  |  |                  |  |  |                |  |
|                    |   | ? | ?        |  |  |                  |  |  |                |  |
| Domenico De Amicis |   | ? |          |  |  |                  |  |  |                |  |
|                    | ? | ? |          |  |  |                  |  |  |                |  |
|                    | ? | ? |          |  |  |                  |  |  |                |  |
|                    | ? | ? |          |  |  |                  |  |  |                |  |
| ?                  | ? |   |          |  |  |                  |  |  |                |  |
|                    |   | ? | ?        |  |  |                  |  |  |                |  |
|                    |   | ? | ?        |  |  |                  |  |  |                |  |
|                    |   | ? | ?        |  |  |                  |  |  |                |  |
|                    |   | ? |          |  |  |                  |  |  |                |  |